# Barnebya
Barnebya é um género botânico pertencente à família Malpighiaceae.

## Espécies
- Barnebya dispar W. R. Anderson & B. Gates
- Barnebya harleyi W. R. Anderson & B. Gates